# Опустасер
Опустасер (мађ. Ópusztaszer) (до 1974 Шевењхаза) је село у општини Чонград, у жупанији Чонград-Чанад у Великој равници јужне Мађарској. Сада је познат као локација парка националне баштине Опустасер. је историјски град у северној Мађарској, у жупанији Чонград-Чанад.

## Локација
Опустасер се налази у западном делу Чонградско-Чанадске жупаније, око 10 километара западно од реке Тисе, 25 километара од Сегедина, 7 километара од Киштелека и 150 километара од Будимпеште.
Од околних насеља повезано је са Бакшом и Доцем путем 4519, а са Киштелеком је повезан путем 5411. Из удаљенијих делова земље до ње се најлакше стиже аутопутем 5, уз краћи обилазак у Киштелеку.

## Историја
Име Опустасер се први пут помиње у документу од око 1200. године под именом Скерии (Scerii). Године 1233. написано је као Зер, 1266. године као Скер, а 1283. као Зеер.
Према Анонимусовом опису, Мађарски освајачи стигли су до језера Кортвељто (Curtueltou) и провели 34 дана у шуми званој Ђимељчењ и његови племићи су одржали састанак на којем су успоставили законе земље: они су „заволели“ послове у земљи. У знак сећања на сусрет, место је добило име Сер.
Према историчару Ђерђу Ђерфију, историјска вредност Анонимових података је сумњива: извор може бити само накнадно објашњење имена. Ипак, утолико већа веродостојност заслужује податак да су се у време освајања овде настанили један од мађарских вођа приликом освајања ових простора Онд и његов син Ете, од којих потиче клан Бар–Калан. Породица је овде касније подигла свој манастир, који је био једна од значајних цркава, што је видљиво из чињенице да је краљ одредио свој удео соли на 1.000 камене соли.
Године 1318. ово је била резиденција краља Карла Роберта.
Под именом Шевењхаза се први пут помиње у документу из 1348. године под именом Суенхаз (Suenhaz). Можда је име добила по својим закрпљеним кућама и њихових живих ограда.
Шевењхаза је било село у процвату до краја турске окупације, а документ из 15. века помиње га као трговиште.
Године 1553, када су састављени турски дефтери, у насељу су забележене 92 куће, а постојала је и парохијска црква, чије су рушевине биле видљиве још почетком 20. века, 800 м југоисточно од рушевина манастира Сер, на ободу шуме Каполна. Касније је, међутим, село опустело. После турске окупације, област је прешла у власништво Привредне коморе.
Године 1803. гроф Зичи Леополдина, удовица Јаноша Кароља Палавичинија, купила је имање Миндсент-Алђео и тамо почела да узгаја дуван, постављајући поља дувана на имање.

## Становништво
2001. године скоро 100% становништва насеља се изјаснило да је мађарске националности.
Током пописа 2011. 81,4% становника се изјаснило као Мађари, 1% као Роми, 0,6% као Румуни, 0,2% као Немци и 0,2% као Срби (18,3% се није изјаснило; због двојног идентитета укупан број може бити већи од 100%). Верска дистрибуција је била следећа: римокатолици 45,5%, реформисани 2%, неденоминациони 12,8% (38,9% се није изјаснило).
У 2022. години 92,1% становништва изјаснило се као Мађар, 0,5% као Ром, 0,5% као Немац, 0,4% као Румун, 0,1-0,1% као Бугарин, Русин, Словенац и Србин, 1,5% као други, недомаћински националности (7,8%) због недекларисаног вишег идентитета од 0; Према њиховој вероисповести, 36,1% су били римокатолици, 3% калвинисти, 0,3% гркокатолици, 0,3% православци, 0,1% лутерани, 0,1% Израелци, 1% остали хришћани, 2% остали католици, 22,9% неконфесионални3 (34,2% није одговорило).